# 大内孝
大内 孝（おおうち たかし、1962年～　）は、日本の法制史学者。専門は西洋法制史。元・東北大学大学院法学研究科教授（2025年3月退職）。天野和夫賞受賞。

## 人物
1985年東北大学法学部卒業。1989年東北大学法学部研究生。1992年東北大学大学院法学研究科博士課程前期課程修了、修士（法学）。同年東北大学大学院法学研究科助手。1996年東北大学大学院法学研究科助教授。2000年東北大学大学院法学研究科教授。『アメリカ法制史研究序説』で第7回天野和夫賞受賞。

## 著書
- 『西洋法制史学の現在 : 小山貞夫先生古稀記念論集』（林信夫, 直江眞一, 櫻井利夫, 若曽根健治, 北野かほる, 小室輝久と共著）創文社 2006年
- 『アメリカ法制史研究序説』創文社 2008年